# Мария Жозефа Саксонская
Мария Жозефа Саксонская или Жозефина Саксонская (фр. Marie-Josephe Caroline Eleonore Françoise Xaviere de Saxe; нем. Maria Josepha Karolina Eleonore Franziska Xaveria  von Sachsen; 4 ноября 1731, Дрезден — 13 марта 1767, Версаль) — мать последних трёх королей Франции из династии Бурбонов. Дочь короля Польши и курфюрста Саксонии Августа III, вторая жена французского дофина Людовика.
Её детьми были французские короли Людовик XVI, Людовик XVIII и Карл X, а также сардинская королева Мария Клотильда. Младшая дочь, принцесса Елизавета, была казнена вместе с семьёй своего брата Людовика XVI.

## Детство. Семья
Принцесса Мария Жозефа Каролина Элеонора Франсуаза Ксавьерия родилась 4 ноября 1731 года в Дрездене, в семье курпринца Саксонии Фридриха Августа, будущего курфюрста Саксонии, короля Польши и Великого князя литовского и принцессы Марии Жозефы, эрцгерцогини Австрийской, дочери Иосифа I, императора Священной Римской Империи. Её мать приходилась кузиной императрице Австрии Марии Терезе, и тёткой своей невестке Марии Антуанетте.
Мария Жозефа была четвёртой дочерью и восьмым ребенком из 15 детей своих родителей. Её старшая сестра Мария Амалия вышла замуж за инфанта Карлоса, будущего короля Испании Карлоса III. Другая её сестра, Мария Маргарита умерла в младенчестве, а ещё одна старшая сестра, Мария Анна София, стала курфюрстиной Баварии. Единственный выживший брат Фридрих Кристиан стал курфюрстом Саксонии в 1763 году, но правил всего 74 дня. Младшие сестры Марии Жозефы Мария Кристина и Мария Кунигунда стали аббатисами.

## Замужество. Дофина Франции

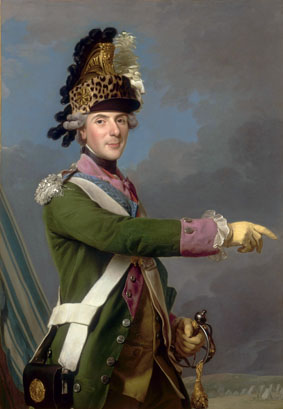
Дофин Людовик на портрете Александра Рослина

22 июля 1746 года, вскоре после рождения дочери, принцессы Марии Терезы, умерла инфанта Мария Тереза Рафаэла, любимая жена дофина Франции Людовика (дочь пережила её ненадолго). Король Испании Фердинанд VI, брат инфанта Карлоса, супруга старшей сестры Марии Жозефы Марии Амалии Кристины, предложил дофину выбрать в жены свою сестру, принцессу из династии Бурбонов, а именно Марию Антонию Фердинанду, инфанту испанскую. В это же самое время король Людовик XV и его всемогущая любовница мадам де Помпадур начали переговоры по поводу женитьбы дофина. В числе претенденток на руку дофина были принцесса Элеонора Мария Савойская и её сестра принцесса Мария Луиза Савойская, обе эти кандидатуры были отклонены.
Впервые кандидатуру принцессы Марии Жозефы предложил её дядя Мориц, граф Саксонский, побочный сын деда Марии Жозефы, Августа Сильного. Людовик XV и Мадам де Помпадур согласились на этот брак, считая его выгодным для Франции в отношении международных отношений. Франция и Саксония были враждебными сторонами в недавней борьбе за «австрийское наследство», таким образом, брак между наследником французского трона и саксонской принцессой смог бы привести к образованию альянса между двумя государствами.
Единственная проблема заключалась в том, что дед Марии Жозефы Август II (Сильный) сместил с польского трона Станислава Лещинского, отца королевы Франции Марии Лещинской. Брак между дофином и Марией Жозефой мог нанести глубочайшее оскорбление любимой народом королеве.

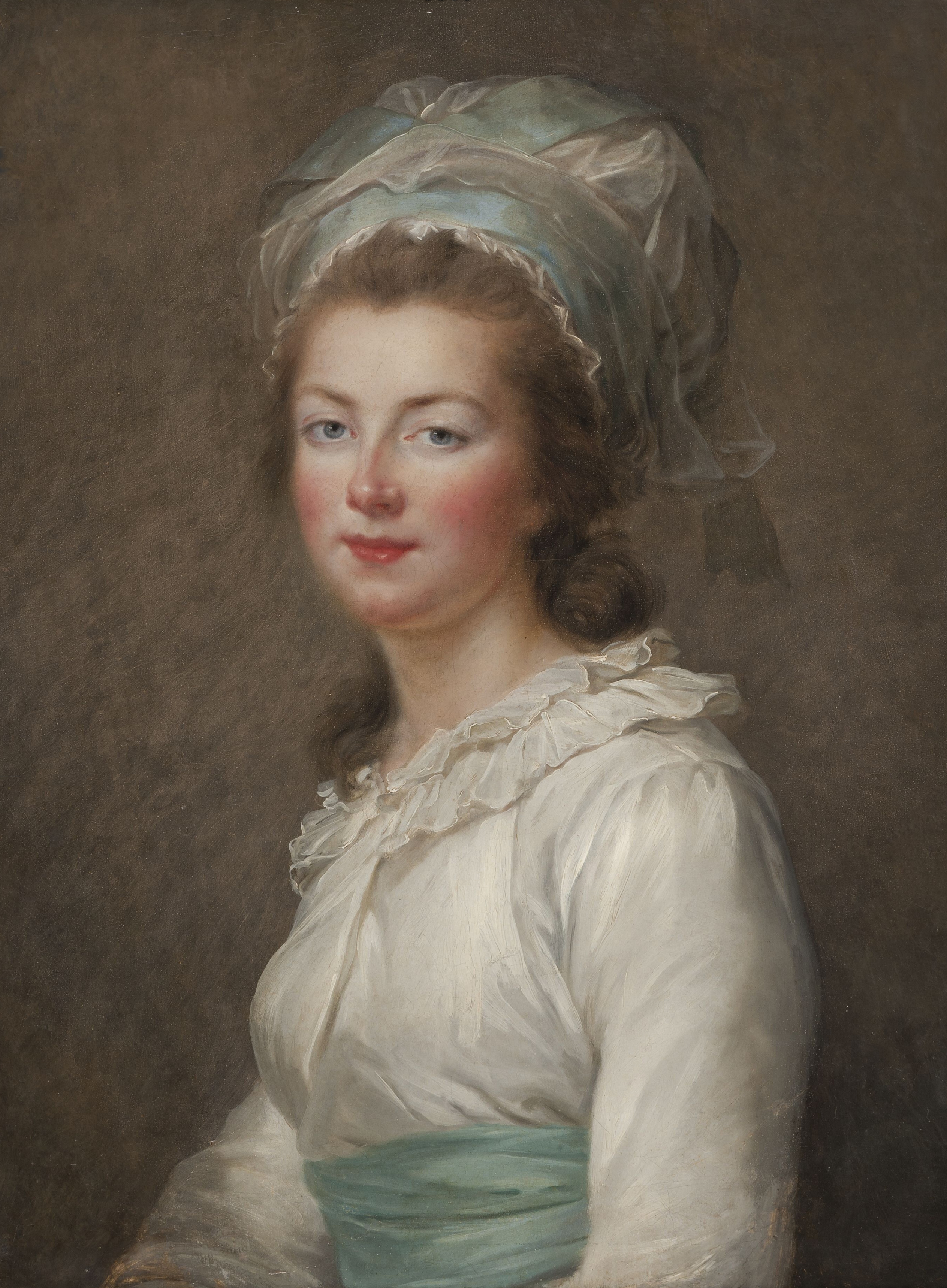
Младшая дочь Жозефины, Елизавета (портрет Виже-Лебрён)

Несмотря на неодобрение королевы, Людовик, Дофин Франции и принцесса Мария Жозефа Саксонская поженились 9 февраля 1747 года, когда жениху было 17, а невесте — 15 лет.
Вступив в новый брак, Дофин продолжал оплакивать свою первую жену. Мария Жозефа, от природы обладавшая чуткостью души, терпеливостью и острым умом, решила постепенно завоевать сердце супруга. Но, несмотря на нежное отношение жены, горе Дофина увеличивалось, особенно после смерти единственной дочери от первой жены в апреле 1748 года.
Новая Дофина всегда поддерживала дружеские отношения с королевской любовницей мадам де Помпадур, в её содействии в замужестве принцессы, хотя её супруг ненавидел любовницу своего отца. Хотя брак между Людовиком и Марией Жозефой был «по расчету», молодая Дофина по-настоящему полюбила своего супруга.
Как и Дофин, Мария Жозефа была очень набожной, отличалась высокой моральностью, что и сблизило её со своей свекровью, королевой Марией Лещинской. Дофин и Дофина не любили посещать увеселений, устраиваемых в Версале распутным двором короля, предпочитая тихие вечера в беседах, чтении, молитве или посещения оранжереи. Несмотря на существующие явные противоречия во взглядах короля и Дофина, Мария Жозефа старалась наладить между ними добрые отношения.
В 1750 году у пары родилась первая дочь, названная Марией Зефириной, так как рождена она была в день святого Зефирина. Рождение маленькой принцессы было встречено огромной радостью её родителями, хотя король Людовик XV был расстроен тем, что родился не мальчик. Принцесса умерла в 1755 году, так как она не прожила полных пяти лет, по французской традиции смерть её не оплакивалась официально.
15 сентября 1751 года у королевской пары рождается второй ребёнок, долгожданный сын, названный Людовиком Жозефом Ксавье, получивший, в соответствии с традицией, титул герцога Бургундского. В возрасте 9 лет маленький принц упал с игрушечной лошади, сломав ногу, после чего стал хромать. К весне 1761 года у ребёнка была обнаружена опухоль, разросшаяся по всей ноге, ему сделали операцию, но 22 марта герцог Бургундский умер. Сын Дофина был похоронен в Сен-Дени.
Третий ребёнок Людовика и Марии Жозефы, Ксавье, герцог Аквитанский, родился в 1753 году, но умер год спустя.
23 августа 1754 года у королевской семьи родился четвёртый ребёнок и третий сын Людовик Август, герцог Беррийский, будущий король Людовик XVI. Несмотря на опасения родителей и всего французского двора, ребёнок оказался на удивление здоровым и крепким, пережил обоих своих родителей, оставшись сиротой в возрасте 12 лет.
17 ноября 1755 года Дофина родила ещё одного сына — Людовика Станисласа Ксавье, будущего короля Людовика XVIII, 9 октября 1757 года — сына Карла Филиппа, будущего короля Карла X, а также будущую королеву Сардинии Марию Аделаиду Клотильду и принцессы Елизавету (Madame Elisabeth), казнённую в возрасте 30 лет революционными властями.
Кроме того, у Марии Жозефы также было двое мертворождённых сыновей в 1748 и 1749 годах, мертворождённая дочь в 1752 году, ещё один мертворождённый сын в 1756 году, а в 1762 году у неё случился выкидыш.

## Вдовство и смерть
Смерть Дофина Людовика 20 сентября 1765 года стала сильным ударом для Марии Жозефы, от которого она так и не смогла оправиться. Пытаясь помочь Дофине преодолеть депрессию, Людовик XV, очень любивший свою невестку, позволил ей переехать из апартаментов в Версале, занимаемых вместе с умершим супругом, в комнаты бывшей королевской любовницы, мадам де Помпадур, умершей в 1764 году. Король часто навещал свою невестку, в том числе, и для обсуждения предстоящей помолвки её старшего сына и австрийской принцессы Марии Антонии, будущей Марии Антуанетты. Мария Жозефа была против этого брака, в связи с тем, что мать невесты, Мария Терезия отхватила часть наследственных габсбургских земель у матери Марии Жозефы, Марии Жозефы Австрийской.
Несмотря на все предосторожности, состояние здоровья вдовствующей Дофины ухудшалось. Мария Жозефа умерла 13 марта 1767 года от туберкулёза, которым она заразилась, ухаживая за своим супругом, и была похоронена в королевской усыпальнице в Сен-Дени. Свадьба её сына Людовика Августа и Марии Антонии состоялась три года спустя.

## Официальные титулы
- 4 ноября 1731 — сентябрь 1733: Её Высочество Герцогиня Мария Жозефа Саксонская
- 9 ноября 1747 — 20 сентября 1765: Её Королевское Высочество Дофина Франции
- 20 декабря 1765 — 13 марта 1767: Её Королевское Высочество Вдовствующая Дофина Франции